# Sinfonía n.º 10 (Shostakóvich)

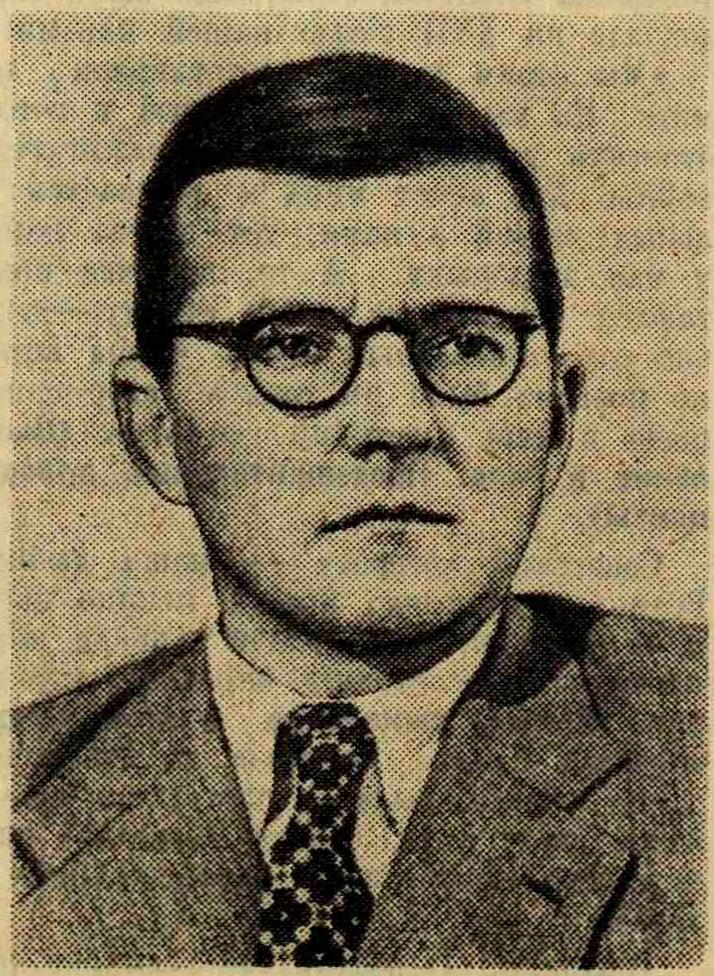
Shostakóvich en 1950.

La Sinfonía n.º 10 en mi menor, Op. 93 fue compuesta por Dmitri Shostakóvich y estrenada en 1953.

## Historia

### Composición
No hay certeza de cuándo se desarrolló la composición de esta sinfonía. Se conservan borradores de parte del material datan de 1946. Atendiendo a las cartas del compositor fue compuesta entre julio y octubre de 1953. Si bien, Tatiana Nikoláyeva afirmó que fue completada en 1951.
Se trata de la primera sinfonía de Shostakóvich tras un periodo de ocho años sin cultivar el género desde la Sinfonía n.º 9 de 1945. Esta brecha no se debió a una falta de inspiración. En 1948 Shostakóvich, Serguéi Prokófiev, Aram Jachaturián y otros destacados compositores soviéticos fueron censurados por escribir lo que los censores del partido llamaban música "formalista", una palabra clave para el uso de la disonancia y la expresión de emociones negativas o cinismo. Por supuesto, si se analizaban con criterios tan vagos y, por tanto, potencialmente inclusivos, prácticamente cualquier composición podía ser atacada, y muchas de las de Shostakóvich fueron señaladas. Después de enero de 1948, la mayoría de los compositores soviéticos simplemente no estaban seguros de qué era seguro escribir. Shostakóvich se dedicó a escribir obras patrióticas rimbombantes como la obra coral Canción de los bosques (1949), la cantata El sol brilla en nuestra patria (1952), así como insípidas partituras cinematográficas como la del estreno de la película La caída de Berlín (1950). El 5 de marzo de 1953 murió Iósif Stalin y las estrictas políticas artísticas se relajaron un poco tras la muerte del dictador. Shostakóvich aprovechó la oportunidad para escribir una gran sinfonía, sobre todo porque en ella podía satirizar a Stalin.

### Estreno
El estreno de la obra se celebró el 17 de diciembre de 1953 en Leningrado con la interpretación de la Orquesta Filarmónica de Leningrado bajo la dirección de Yevgueni Mravinski.

## Instrumentación
La partitura está escrita para una orquesta formada por:
- Viento madera: 3 flautas (la segunda y tercera doblando al flautín), 3 oboes (el tercero doblando al corno inglés), 3 clarinetes (el tercero doblando al requinto) y 3 fagotes (el tercero doblando al contrafagot).
- Viento metal: 4 trompas, 3 trompetas, 3 trombones y 1 tuba.
- Percusión: timbales, bombo, caja, platillos, tam-tam, triángulo, pandereta y xilófono.
- Cuerda: una sección de cuerdas con violines I y II, violas, violonchelos y contrabajos.

## Estructura y análisis
La sinfonía consta de cuatro movimientos:
- I. Moderato, en mi menor 3
4
- II. Allegro, en si bemol menor 2
4
- III. Allegretto, en do menor 3
4
- IV. Andante – Allegro, en 6
8

La interpretación de esta obra dura aproximadamente entre 50 y 55 minutos. El movimiento inicial es casi tan largo como los tres movimientos siguientes juntos.

### I.Moderato
El primer movimiento, Moderato, está escrito en la tonalidad de mi menor, en compás de 3/4 y sigue a grandes rasgos la forma sonata. El ambiente es oscuro y melancólico, y la estructura no difiere mucho de la de la sección inicial de la Sinfonía n.º 8. Hay un tema introductorio, seguido de dos temas "principales". Aquí, el segundo de ellos es más rápido que su homólogo en la Octava, y aunque la atmósfera es intensa en la sección de exposición y desarrollo, hay una relajación de la intensidad en la recapitulación y la coda, donde la Octava sigue sumida en la oscuridad.

### II.Allegro
El segundo movimiento, Allegro, está en si bemol menor y en compás de 2/4. Es una pieza mordaz y siniestra. Se dice que es una representación del tirano soviético. La música de este Allegro es rabiosa e intensa, pero también bastante rusa. Ciertamente, se puede escuchar como austera y hostil, siniestra y amenazadora, pintando así un retrato eficaz y creíble de Stalin, pero también podría expresar ansiedad y miedo, emociones nada nuevas para Shostakóvich. Así pues, la interpretación "Stalin" de este movimiento, aunque posiblemente válida, no es totalmente convincente, y mucho menos verificable.

### III.Allegretto

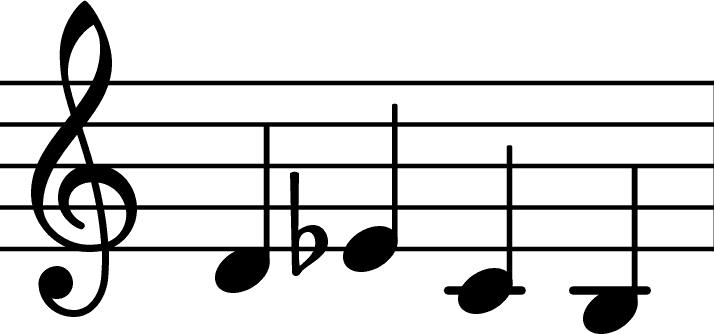
Motivo DSCH.

El tercer movimiento, Allegretto, está en do menor y en compás de 3/4. Presenta un carácter decididamente ruso, cuyo ambiente se anima un poco, sobre todo en la sección central. Este movimiento es notable porque es la primera vez que Shostakóvich utiliza su lema personal el motivo DSCH. Son las notas re–mi bemol–do–si, que mediante transliteración alemana representan sus iniciales. Este motivo aparecerá en numerosas obras posteriores del compositor, como el Concierto para violín n.º 1 (1947-1948; rev. 1955) y su popular Cuarteto de cuerda n.º 8 (1961).

### IV.Andante–Allegro
El cuarto y último movimiento, Andante – Allegro, está en compás de 6/8, que luego cambia a 9/8 y se va alternando entre ambos compases. El Finale comienza con un Andante que parece sumido en una bruma a cámara lenta. De repente, el ambiente se vuelve alegre y juguetón, vivo y colorido. Una austera sección central recuerda la penumbra inicial, pero la música alegre regresa y la sinfonía termina en un estallido de alegría extática.

## Recepción de la obra
En la actualidad se trata, junto con la Sinfonía n.º 5, de la sinfonía más interpretada y grabada de Shostakóvich.

## Discografía selecta
| Año            | Dirección              | Orquesta                               | Discográfica    | Formato |
| -------------- | ---------------------- | -------------------------------------- | --------------- | ------- |
| 1954           | Dimitri Mitrópoulos    | Orquesta Filarmónica de Nueva York     | CBS             | LP      |
| 1954 (en vivo) | Yevgueni Mravinski     | Orquesta Filarmónica de Leningrado     | Naxos           | CD      |
| 1955           | Karel Ančerl           | Orquesta Filarmónica Checa             | DG              | LP      |
| 1966           | Yevgueni Svetlánov     | Orquesta Sinfónica Estatal de la URSS  | Melodiya        | LP      |
| 1966           | Herbert von Karajan    | Orquesta Filarmónica de Berlín         | DG              | LP      |
| 1973           | Kirill Kondrashin      | Orquesta Filarmónica de Moscú          | Melodiya        | LP      |
| 1976 (en vivo) | Yevgueni Mravinski     | Orquesta Filarmónica de Leningrado     | Melodiya        | LP      |
| 1977           | Bernard Haitink        | Orquesta Filarmónica de Londres        | Decca           | LP      |
| 1977           | Kurt Sanderling        | Orquesta Sinfónica de Berlín           | Berlin Classics | LP      |
| 1981           | Herbert von Karajan    | Orquesta Filarmónica de Berlín         | DG              | LP      |
| 1986 (en vivo) | Bernard Haitink        | Orquesta Filarmónica de Londres        | LPO             | CD      |
| 1992           | Christoph von Dohnányi | Orquesta de Cleveland                  | Decca           | CD      |
| 1994           | Mariss Jansons         | Orquesta de Filadelfia                 | EMI Classics    | CD      |
| 2007 (en vivo) | Gustavo Dudamel        | Orquesta Sinfónica Simón Bolívar       |                 | CD      |
| 2009           | Vasili Petrenko        | Real Orquesta Filarmónica de Liverpool | Naxos           | CD      |
| 2011           | Vladímir Ashkenazi     | Royal Philharmonic Orchestra           | Decca           | CD      |
| 2013 (en vivo) | Mariss Jansons         | Orquesta Real del Concertgebouw        | RCO Live        | CD      |
| 2015 (en vivo) | Andris Nelsons         | Orquesta Sinfónica de Boston           | DG              | CD      |
| 2021           | Gianandrea Noseda      | Orquesta Sinfónica de Londres          | LSO Live        | CD      |
| 2022           | Jaap van Zweden        | Orquesta Filarmónica de Hong Kong      | Naxos           | CD      |